# Следующий гол — победный (фильм, 2023)
«Сле́дующий гол — побе́дный» (англ. Next Goal Wins) — американский биографический спортивный комедийно-драматический фильм режиссёра Тайки Вайтити, написавшего сценарий совместно с Иэном Моррисом. Сюжет основан на одноимённом документальном фильме 2014 года Майка Бретта и Стива Джеймисона о попытках голландско-американского тренера Томаса Ронгена тренировать сборную Американского Самоа по футболу, считающуюся одной из самых слабых сборных в мире, чтобы помочь ей получить допуск к участию в Чемпионате мира по футболу 2014. Роль Ронгена исполнил Майкл Фассбендер, также в фильме снимались Оскар Кайтли, Каймана, Дэвид Фейн, Рэйчел Хаус, Бела Коале, Уилл Арнетт и Элизабет Мосс.
Премьера фильма «Следующий гол — победный» состоялась 10 сентября 2023 года на Международном кинофестивале в Торонто, а в прокат США он был выпущен компанией Searchlight Pictures 17 ноября того же года. Проект получил смешанные отзывы от критиков и провалился в прокате, собрав всего $ 16,4 млн при бюджете в $ 14 млн.

## Синопсис
Голландско-американский футбольный тренер Томас Ронген должен превратить сборную Американского Самоа по футболу, считающуюся одной из самых слабых команд в мире, в элитную сборную.
В сюжете присутствует персонаж-фаафафине по имени Джайя Саелуа, первый в истории футболист-трансгендер, принимавший участие в Чемпионате мира.

## Актёрский состав
- Майкл Фассбендер — Томас Ронген
- Оскар Кайтли[англ.] — Тавита[8]
- Ули Латукефу[англ.] — Ники Салапу
- Каймана — Джайя Саелуа[англ.]
- Элизабет Мосс — Гейл
- Бела Коале[англ.] — Дару Таумуа[8]
- Рэйчел Хаус — Рут
- Дэвид Фейн[англ.] — Эйс
- Крис Алозио — Джона[8]
- Иоан Гудхью — Улыбака[8]
- Уилл Арнетт — Алекс Магнуссен
- Рис Дарби — Рис Марлин
- Леи Макиси Фалепапаланги — Пиза
- Сему Филипо — Рэмбо
- Энгус Сэмпсон — Энгус Бендлтон[8]
- Люк Хемсворт — Кит
- Кейтлин Дивер — Николь
- Хио Пелесаса — Самсон
- Дэвид Туитупу — Дылда Дэвид
- Леви Туиала — шеф Сила
- Лоретта Эйблс Сейр[англ.] — мать Рэмбо
- Фрэнки Адамс — Франгипани
- Сиса Грей — кассирша из ночного магазина
- Тайка Вайтити — американо-самоанский священник[8]

## Производство
В августе 2019 года стало известно, что компания Fox Searchlight Pictures объявила о неизвестном на тот момент проекте с Тайкой Вайтити на должностях сценариста и режиссёра; это произошло незадолго до того, как у Вайтити появились обязанности в виде работы над фильмом «Тор: Любовь и гром» (2022). Позднее объявили, что это будет художественная адаптация документального фильма «Следующий гол — победный». Вайтити, Гаррет Баш и Джонатан Кавендиш выступают продюсерами фильма, а Энди Серкис, Уилл Теннант и Кэтрин Дин — исполнительными продюсерами.
В сентябре Майкл Фассбендер вступил в переговоры по поводу получения роли в фильме. В следующем месяце его участие было официально подтверждено, а в переговоры также вступила Элизабет Мосс. В ноябре 2019 года стало известно о присоединении к актёрскому составу Оскара Кайтли, Дэвида Фейна, Белы Коале, Леи Фалепапаланги, Сему Филипо, Ули Латукефу, Рэйчел Хаус, Риса Дарби, Энгуса Сэмпсона, Криса Алозио и Сисы Грей, а также было подтверждено участие Мосс. В декабре 2019 года Арми Хаммер присоединился к актёрскому составу с ролью руководителя Федерации футбола Американского Самоа.
Съёмочный период начался в ноябре 2019 года в городе Гонолулу, Гавайи, и завершился к январю 2020 года. В декабре 2021 года стало известно, что пройдут пересъёмки фильма, а в связи с тем, что Хаммер не сможет присутствовать в то время на съёмочной площадке, его заменит Уилл Арнетт. Роль Хаммера изначально предполагалась как камео, но с присоединением Арнетта была увеличена. В мае 2023 года было объявлено об участии в проекте Кейтлин Дивер.

## Премьера
Мировая премьера фильма «Следующий гол — победный» состоялась 10 сентября 2023 года на Международном кинофестивале в Торонто, а в прокат США картина вышла 17 ноября 2023 года. Изначально премьера была запланирована на 21 апреля 2023 года, затем была перенесена на 22 сентября 2023 года, а затем — на свою окончательную дату.
В цифровом формате «Следующий гол — победный» вышел 16 января 2024 года, а на Blu-ray и DVD — 27 февраля.

## Реакция

### Кассовые сборы
По состоянию на 15 января 2024 года «Следующий гол — победный» собрал $ 6,7 млн в США и Канаде и $ 9,6 млн на территории других стран, в общей сложности собрав $ 16,4 млн по всему миру.
В США и Канаде «Следующий гол — победный» вышел в прокат в один день с фильмами «Голодные игры: Баллада о змеях и певчих птицах», «Тролли 3» и «День благодарения». Согласно прогнозам, в свой первый уикенд фильм должен был собрать $ 5 млн в 2240 кинотеатрах. В первый день фильм собрал $ 2,5 млн, заняв восьмое место в прокате. Во второй уикенд сборы составили $ 1,6 млн (на 35,1 % меньше), из-за чего фильм сместился на одиннадцатое место.

### Отзывы критиков
На сайте-агрегаторе рецензий Rotten Tomatoes фильм имеет рейтинг 44 % со средней оценкой 5,2 / 10 на основе 152 отзывов. Консенсус сайта гласит: «„Следующий гол — победный“ помогает понять, что сердце у режиссёра / соавтора сценария Тайки Вайтити на месте, хотя он и сильно отклоняется от цели, стараясь понравиться массам». На Metacritic, где оценки выставляются на основе среднего арифметического взвешенного, у фильма 44 балла из 100 на основе 42 рецензий, что соответствует «смешанным или средним отзывам». Зрители, опрошенные для CinemaScore, дали фильму среднюю оценку «B+» по шкале от A+ до F. Сайт PostTrak сообщил, что 86 % зрителей дали ленте положительную оценку, причём 65 % заявили, что порекомендовали бы её к просмотру.